# Claus Kniphof
Claus Kniphof, född omkring 1500, död 30 oktober 1525, var en dansk kapare.
Claus Kniphof var styvson till borgmästare Jörgen Kock och angrep i Kristian II:s tjänst 1525 Bergen och försökte ordna hjälp till Søren Norby i Skåne. Hans kaperier tillfogade hansestäderna stor skada, men efter en förbittrad strid tillfångatogs Kniphof av hamburgarna under ledning av Ditmar Koel och blev trots Kristians fullmakt avrättad som sjörövare.